# Сабанкая
Сабанкая (исп. Volcán Sabancaya) — активный вулкан в Южной Америке на территории южного Перу.
Расположен в 100 км к северо-западу от Арекипа. Высота пика 5976 м, зимой вершина может быть покрыта снегом. Он является частью цепочки из трёх стратовулканов. Сабанкая является одним из самых активных вулканов Перу. Наиболее длительный период активности начался с извержения 28 мая 1990 года, и продолжался более восьми лет.